# Episodi di Genitori in blue jeans (prima stagione)
La prima stagione della serie televisiva Genitori in blue jeans è stata trasmessa in anteprima negli Stati Uniti dalla ABC tra il 24 settembre 1985 e il 13 maggio 1986. In Italia è arrivata su Italia 1 a partire dal 28 dicembre 1989.
| nº | Titolo originale                 | Titolo italiano          | Prima TV USA      | Prima TV Italia  |
| -- | -------------------------------- | ------------------------ | ----------------- | ---------------- |
| 1  | Pilot                            | Genitori in erba         | 24 settembre 1985 | 28 dicembre 1989 |
| 2  | Springsteen                      | Concerto a sorpresa      | 1º ottobre 1985   | 4 gennaio 1990   |
| 3  | Jealousy                         | Gelosia                  | 8 ottobre 1985    | 30 dicembre 1989 |
| 4  | Carol's Article                  | Pescatori di molluschi   | 15 ottobre 1985   | 6 gennaio 1990   |
| 5  | Superdad                         | Superpapà                | 29 ottobre 1985   | 9 gennaio 1990   |
| 6  | Mike's Madonna Story             | Un amore di Stella       | 5 novembre 1985   | 2 gennaio 1990   |
| 7  | Weekend Fantasy                  | Fantasie... da genitori  | 12 novembre 1985  |                  |
| 8  | Slice of Life                    | Piccole bugie            | 19 novembre 1985  | 18 gennaio 1990  |
| 9  | Carol's Crush                    | Colpo di fulmine         | 26 novembre 1985  |                  |
| 10 | Dirt Bike                        | Camping Cross            | 3 dicembre 1985   |                  |
| 11 | Standardized Test                | Un test...senza testa    | 5 dicembre 1985   | 11 gennaio 1990  |
| 12 | A Christmas Story                | Paziente di Natale       | 10 dicembre 1985  |                  |
| 13 | The Love Song of M. Aaron Seaver | Sfida all'ultimo birillo | 7 gennaio 1986    |                  |
| 14 | First Blood                      | Educazione sportiva      | 14 gennaio 1986   |                  |
| 15 | Slice of Life II                 | Gestione familiare       | 21 gennaio 1986   |                  |
| 16 | The Seavers vs. the Cleavers     | Sorveglianti speciali    | 28 gennaio 1986   |                  |
| 17 | Charity Begins at Home           | Punizione di compleanno  | 18 febbraio 1986  |                  |
| 18 | Reputation                       | A piedi nella storia     | 25 febbraio 1986  |                  |
| 19 | The Anniversary That Never Was   | Anniversario lavorativo  | 4 marzo 1986      |                  |
| 20 | Be a Man                         | Orgoglio di famiglia     | 11 marzo 1986     |                  |
| 21 | Career Decision                  | Una sofferta decisione   | 6 maggio 1986     |                  |
| 22 | Extra Lap                        | Caro zio Bob             | 13 maggio 1986    | 13 gennaio 1990  |